# Distrito de Signau
El distrito de Signau es uno de los antiguos veintiséis distritos del cantón de Berna ubicado al centro-este del cantón. La capital del distrito era la comuna de Signau. 

## Geografía
El distrito de Signau se encuentra situado en la zona conocida como Emmental. Signau limita al norte con el distrito de Trachselwald, al noreste con el distrito de Willisau (LU), al este con el distrito de Entlebuch (LU), al sur con los distritos de Interlaken y Thun, y al oeste con los distritos de Konolfigen y Burgdorf.

## Historia
El distrito fue disuelto el 31 de diciembre de 2009, tras la entrada en vigor de la nueva organización territorial del cantón de Berna. Las comunas de Signau fueron absorbidas en su totalidad por el nuevo distrito administrativo del Emmental.

## Comunas
| Comunas                | Población (31.12.2006) | Superficie en km² |
| ---------------------- | ---------------------- | ----------------- |
| Eggiwil                | 2497                   | 60,3              |
| Langnau im Emmental    | 8845                   | 48,5              |
| Lauperswil             | 2663                   | 21,1              |
| Röthenbach im Emmental | 1285                   | 36,8              |
| Rüderswil              | 2330                   | 17,2              |
| Schangnau              | 915                    | 36,5              |
| Signau                 | 2724                   | 22,1              |
| Trub                   | 1493                   | 62,0              |
| Trubschachen           | 1454                   | 15,6              |
| Total (9)              | 24.206                 | 320,1             |

- Datos: Q661807
- Multimedia: Signau / Q661807